# Димитър Христов (композитор)
 Тази статия е за композитора.  За други хора със същото име вижте Димитър Христов.  
Димитър Йорданов Христов е български композитор, професор, доктор на изкуствознанието.

## Биография
Димитър Христов е роден на 2 октомври 1933 г. Завършил е композиция в Националната музикална академия като ученик на акад. Марин Големинов и частен ученик на проф. Панчо Владигеров. След завършването на консерваторията прекарва 3 години като обобщава наученото. През 1956 г. пише Концерт за пиано и оркестър, който добива изключителна и внезапна популярност под изпълнението на пианиста Георги Азманов и диригента Васил Стефанов. След този успех обаче изоставя мащабните жанрове и започва да пише в неповторим свой стил като уникално претворява българския фолклор, особено шопския.
Издател на списание „Музика. Вчера. Днес“ и главен редактор на научното списание „Българско музикознание“. Композитор на оперите „Игра“ и „Златната рибка“.
Основател на „Международно ателие на композиторите“, член на фондация „Франк Калауей“ в Австралия, член на борда на Световния библиографски институт в САЩ, кореспондент за България на Световния репертоар за музикознание в САЩ, председател на секция композитори към ЮНЕСКО, член на Президиума на ВАК на БАН.
Получава званието „Народен артист“. На 22 май 2003 г. е удостоен със званието „Почетен професор на Нов български университет“ за заслуги към департамент „Музика“ и изключително активната творческа и педагогическа дейност в Нов български университет. Отказва да приеме орден „Стара планина“ от президента Георги Първанов.
Преподавател е и в Национална музикална академия „Проф. Панчо Владигеров“, като преподава Увод в музикознанието и Полифония. Изключително талантлив преподавател, способен да увлече аудиторията и да обясни трудни концепции с лекота. Ерудит и капацитет на световно ниво, обичан от студентите си. 
Умира на 26 февруари 2017 г.

## Избрани творби
- Концерт за пиано и оркестър
- Увертюра с фанфари
- Два цикъла по Пенчо Славейков
- Цикъл Вапцаров
- Цикъл Яворов
- Размишления на едно самотно Виолончело
- Виолончелото напуска дясната ръка на пианото
- „Януари“ за 4-ма изпълнители на ударни инструменти, които свирят и четат текстове на Радичков
- Шествия почти без диригент
- 24 етюда за арфа, посветени на Анна-Мария Равнополска-Дийн

## Книги
- Западни хоризонти. Музикален пътепис: ГФР, Франция, Холандия, САЩ. София, Наука и изкуство, 1966
- Към теоретичните основи на мелодиката. т. 1: Опит за очертаване на аналитичен подход към отделната мелодия, София, Наука и изкуство, 1973
- Към теоретичните основи на мелодиката. т. 2: Опит за класификация на мелодическите прояви, София, Музика, 1982
- Към теоретичните основи на мелодиката. т. 3: Опит за обяснение на мелодичния феномен, София, Музика, 1988